# Клей Еванс (плавець)
Клей Еванс (англ. Clay Evans, 28 жовтня 1953) — канадський плавець.
Призер Олімпійських Ігор 1976 року, учасник 1972 року.
Призер Панамериканських ігор 1979 року.